# 永璧
和勤親王永璧（穆麟德轉寫：yung bi；1733年7月23日—1772年4月4日），和恭親王弘晝第二子，生母為副都統五什圖之女嫡福晉吳扎庫氏。和親王系第二代。

## 生平
雍正十一年（1733年）六月十三日子時出生。乾隆二十一年（1757年）十二月，受封為不入八分輔國公。乾隆二十四年四月，科爾沁親王阿喇布坦病故，著派和親王之子永璧前往致祭。乾隆三十五年（1770年）十月，襲和親王爵，依照永瑺之例在乾清門行走，除隨駕行圍之外平日不必戴翎。乾隆三十六年十二月，鑲黄旗蒙古都統事務因和親王患病鑲而改由諴親王暫署。乾隆三十七年（1772年）三月初二日亥時去世，虛齡四十岁；因未獲得世襲罔替其長子綿倫，惟需遞降為郡王。

## 家族

### 妻妾
- 嫡福晉博爾濟吉特氏，副都統、散秩大臣、恭誠侯布倫泰之女

- 側福晉李佳氏，唐古塞之女。中國第一歷史檔案館有藏乾隆四十年十月初八日《為和郡王綿循請賞其母名號著追封側福晉事》。

### 女兒
- 長女郡君：乾隆四十一年六月十四日禮部尚書永貴題為遵議和碩和勤親王永璧側福晉所生長女女婿巴爾丹照例授為郡君額駙事。

- 第九女郡君：乾隆四十六年八月禮部為和勤親王第九女郡君格格之額駙運敦多爾濟授為郡君額駙品級一折抄錄原奏事致內務府等。